# The Celts
The Celts är det fjärde studioalbumet av den irländska sångerskan Enya och är en ny version av hennes självbetitlade debutalbum Enya. Det gavs ut den 6 november 1992 och innehåller 15 låtar. Enya komponerade själv musiken till alla låtarna.

## Låtlista
| Nr  | Titel                                     | Längd |
| --- | ----------------------------------------- | ----- |
| 1.  | The Celts                                 | 2:57  |
| 2.  | Aldebaran                                 | 3:05  |
| 3.  | I Want Tomorrow                           | 4:02  |
| 4.  | March of The Celts                        | 3:17  |
| 5.  | Deireadh An Tuath                         | 1:44  |
| 6.  | The Sun In the Stream                     | 2:55  |
| 7.  | To Go Beyond (I)                          | 1:21  |
| 8.  | Fairytale                                 | 3:04  |
| 9.  | Epona                                     | 1:37  |
| 10. | Triad (St. Patrick / Cú Chulainn / Oisin) | 4:25  |
| 11. | Portrait (Out of the Blue)                | 3:12  |
| 12. | Boadicea                                  | 3:32  |
| 13. | Bard Dance                                | 1:24  |
| 14. | Dan Y Dwr                                 | 1:42  |
| 15. | To Go Beyond (II)                         | 2:59  |

## Listplaceringar
| Lista         | Topplacering |
| ------------- | ------------ |
| Australien    | 7            |
| Nederländerna | 28           |
| Norge         | 20           |
| Nya Zeeland   | 7            |
| Spanien       | 97           |
| Sverige       | 39           |